# Hans Kriegel
Hans Kriegel (21 de Janeiro de 1914 - ?) foi um piloto alemão da Luftwaffe durante a Segunda Guerra Mundial. Foi Gruppekommodore do IV./JG 5 entre 26 de Junho de 1942 até Abril de 1944.